# 北条時俊 (時房流)
北条 時俊（ほうじょう ときとし）は、鎌倉時代末期の北条氏の一門。
延慶3年（1310年）7月の時点で、評定衆に在職しており国政に参画した。後醍醐天皇らの討幕運動（元弘の乱）では幕府方の武将として出陣する。
大仏高直らと共に、河内金剛山の千早城に立て籠もっていた楠木正成を攻めていたが、足利高氏の離反や六波羅探題の滅亡もあって軍は四散した。時俊は反幕府勢力への抗戦を諦め、元弘3年（1333年）6月、般若寺で出家し降伏した。翌建武元年（1334年）、北条氏の残党らによる鎌倉侵攻事件などがあった影響から、北条氏一族の徹底的な殲滅が強められることになり、高直や、北条貞宗、北条治時、長崎高貞らと共に京都の阿弥陀峰で斬首に処された。（『太平記』巻十一「金剛山寄手等被誅事付佐介貞俊事」）